# Jean Reno
Jean Reno   (Casablanca, 30 de juliol de 1948) nom artístic de Juan Moreno y Herrera Jiménez, és un actor hispano-francès. Començà la seva carrera com a actor en pel·lícules franceses, en films de Luc Besson, alguns dels quals van ser molt importants per a la seva trajectòria professional com El gran blau i Léon. La majoria dels seus treballs són indistintament en francès i anglès, encara que parla també el castellà.

## Biografia
Jean Reno nasqué a Casablanca, en aquells moments un protectorat francès. De pares andalusos, el seu pare era originari de Sanlúcar de Barrameda i la seva mare de Jerez de la Frontera. La seva mare morí quan era adolescent; té una germana petita, Marie-Thérèse. Als 12 anys es traslladà a França. Estudià a Cours Simon.

### Carrera
Degut a la seva alçada (1.92 cm), començà fent papers d'antagonista (el "dolent" de la pel·lícula) i gràcies al seu talent com a actor trencaria aquest estereotip i protagonitzaria papers còmics així com papers heroics. Reno va iniciar la seva carrera en el cinema francès, on aparegué en moltes pel·lícules de Luc Besson, incloent el seu primer curtmetratge L'Avant dernier. Continuaren treballant junts en pel·lícules produïdes, escrites i dirigides per Besson, que li van donar popularitat, com Nikita (1990), El gran blau (1988), i Léon (1994) junt a Gary Oldman i a una jove Natalie Portman.
Reno ha treballat en diverses pel·lícules estatunidenques com French Kiss (1995) amb Meg Ryan i Kevin Kline, Missió: Impossible (1996) amb Tom Cruise, Ronin (1998) amb Robert de Niro, o Godzilla (1998) amb Matthew Broderick. Li van oferir el paper de l'agent Smith a The Matrix, però no es va concretar. Al mateix temps, continuà fent pel·lícules franceses com Les Visiteurs (1993), Les rivières pourpres (2000) amb Vincent Cassel i Les rivières pourpres 2 (2004) amb Benoît Magimel. En 2006, aparegué a The Pink Panther fent el paper de Gilbert Ponton, i també a El codi Da Vinci de Ron Howard, interpretant el paper de Capità Bezu Fache, un dels personatges principals.
En altres mitjans, Reno va participar en la producció de la tercera entrega de la popular sèrie Onimusha (Onimusha 3: Demon Siege) de Capcom, aprofitant la seva semblança amb el protagonista Jacques Blanc, a més de donar la veu al diàleg francès del personatge. En treballs publicitaris, Reno ha aparegut en anuncis de televisió nord-americans per a UPS i va encarnar a Doraemon en una sèrie d'anuncis de Toyota al Japó, com a part de la campanya "ReBorn". Ell també protagonitzà la sèrie de televisió anglòfona de 2013  Jo.

### Vida personal

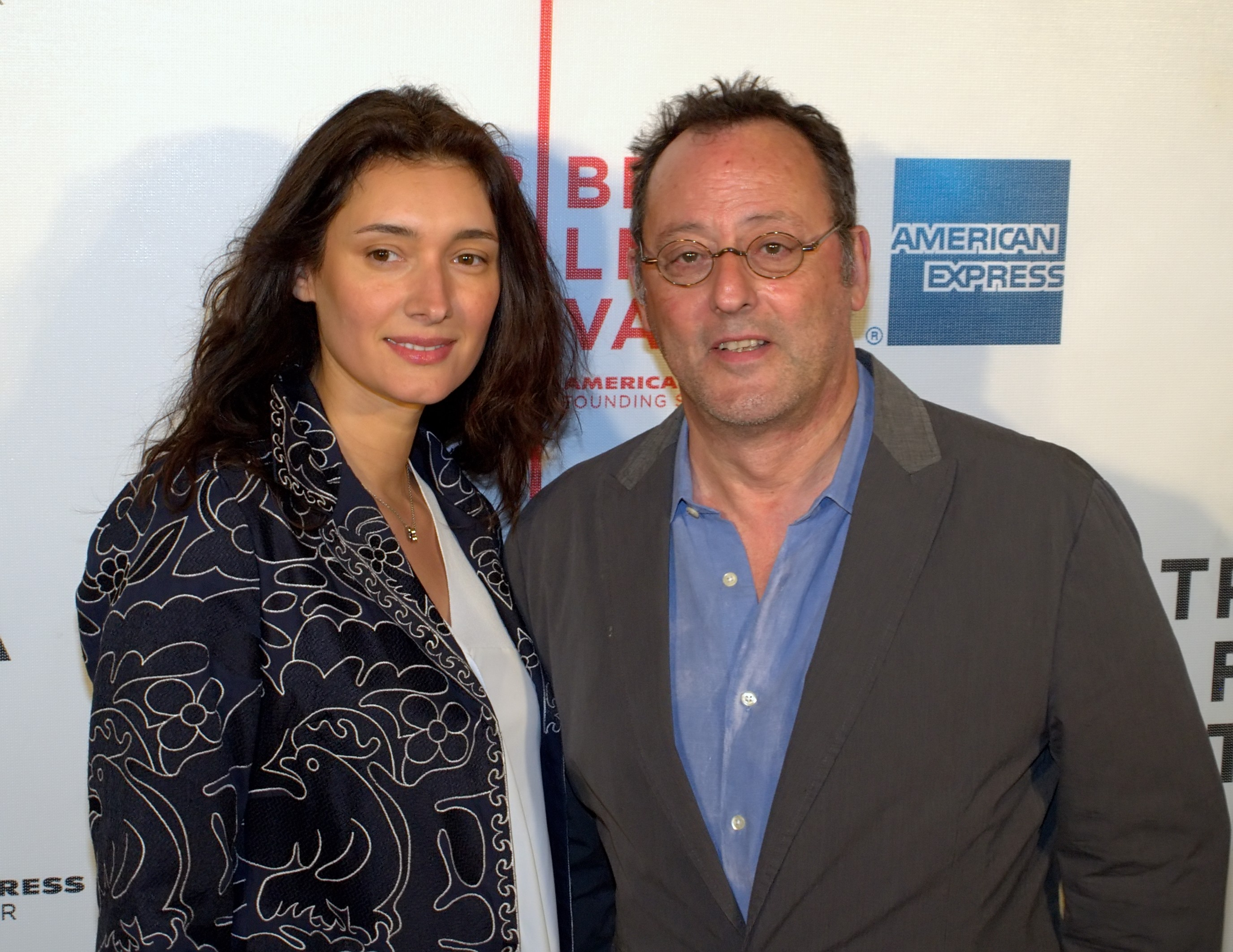
Reno amb la seva esposa Zofia Borucka al Tribeca Film Festival de 2010.

Reno es va casar amb Geneviève el 1977. Després del seu primer divorci el 1988, Reno es va casar amb la seva segona dona, Nathalie Dyszkiewicz, una model polonesa, el 1995. Es van divorciar el 2001. Té quatre fills, dos de cadascun dels seus dos primers matrimonis. Amb Geneviève tingué Sandra (1978), i Mickael (1980) i amb Nathalie, tingué Tom (1996), i Serena (1998).
El 29 de juliol de 2006, es casà amb la model i actriu Zofia Borucka, a la ciutat de Baus, al sud de França. Té cases a París, Malàisia i Los Angeles.
Reno és fan d'Elvis Presley i pot imitar-ne la seva veu. Usà la seva capacitat per a imitar en una escena de Godzilla, quan el guió necessitava que el seu personatge es fes passar per estatunidenc.

## Filmografia

### Cinema i televisió
| Any          | Títol | Paper                                                         | Notes               |
| ------------ | --- | ------------------------------------------------------------- | ------------------- |
| 1980         | The Moroccan Stallion                                                                                        |                                                               |                     |
| 1982         | La Passante du Sans-Souci                                                                                    |                                                               |                     |
| 1983         | Le Dernier Combat                                                                                            |                                                               |                     |
| 1985         | Subway | The Drummer                                                   |                     |
| 1985         | Le téléphone sonne toujours deux fois!!                                                                      | confident de Marraine                                         |                     |
| 1988         | El gran blau (Le Grand Bleu)                                                                                 | Enzo Molinari                                                 |                     |
| 1990         | Nikita | Victor, netejador                                             |                     |
| 1990         | L'Homme au masque d'or                                                                                       | Pare Victorio Gaetano                                         |                     |
| 1991         | L'Opération Corned-Beef                                                                                      | Capità Philippe Boulier, anomenat 'Le Squale'/Capità Philippe |                     |
| 1991         | Loulou Graffiti                                                                                              | Pique la Lune                                                 |                     |
| 1992         | Porco Rosso                                                                                                  | Porco Rosso                                                   | Veu                 |
| 1993         | Les Visiteurs                                                                                                | Godefroy de Papincourt, Comte de Montmirail                   |                     |
| 1993         | Flight from Justice                                                                                          | Charlie Bert                                                  | TV                  |
| 1993         | Paranoïa |                                                               |                     |
| 1993         | La Vis | Monsieur K                                                    |                     |
| 1994         | Léon (The Professional)                                                                                      | Leon                                                          |                     |
| 1995         | Al di là delle nuvole                                                                                        | Carlo                                                         |                     |
| 1995         | French Kiss                                                                                                  | Inspector Jean-Paul Cardon                                    |                     |
| 1995         | Les Truffes                                                                                                  | Patrick                                                       |                     |
| 1996         | El jaguar (Le Jaguar)                                                                                        | Jean Campana                                                  |                     |
| 1996         | Missió: Impossible (Mission: Impossible)                                                                     | Franz Krieger                                                 |                     |
| 1997         | Les Soeurs Soleil                                                                                            | Un espectador                                                 |                     |
| 1997         | Amor embruixat (Un amour de sorcière)                                                                        | Molok                                                         |                     |
| 1997         | Roseanna's Grave                                                                                             | Marcello                                                      |                     |
| 1998         | Ronin | Vincent                                                       |                     |
| 1998         | Godzilla | Philippe Roaché                                               |                     |
| 1998         | Les Visiteurs II                                                                                             | Comte Godefroy de Montmirail, anomenat Godefroy               |                     |
| 2000         | Els rius de color porpra (Les Rivières pourpres)                                                             | Pierre Niemans                                                |                     |
| 2001         | Wasabi: El tracte brut de la màfia (Wasabi)                                                                  | Hubert Fiorentini                                             |                     |
| 2001         | Dos penjats a Chicago (Just Visiting)                                                                        | Conte Thibault de Malfete                                     |                     |
| 2002         | Rollerball                                                                                                   | Alexis Petrovich                                              |                     |
| 2002         | Jet lag (Décalage horaire)                                                                                   | Felix                                                         |                     |
| 2003         | Tais-toi! | Ruby                                                          |                     |
| 2004         | L'arxiu cors (L'Enquête corse)                                                                               | Ange Leoni                                                    |                     |
| 2004         | Hotel Rwanda                                                                                                 | Mr. Tillens                                                   |                     |
| 2004         | Els rius de color porpra 2: Els àngels de l'apocalipsi (Les Rivières pourpres II: Les anges de l'apocalypse) | Comissari Niemans                                             |                     |
| 2004         | Onimusha 3: Demon Siege                                                                                      | Jacques Blanc                                                 |                     |
| 2005         | El tigre i la neu (La tigre e la neve)                                                                       | Fuad                                                          |                     |
| 2005         | L'imperi dels llops                                                                                          | Jean-Louis Schiffer                                           |                     |
| 2006         | Flushed Away                                                                                                 | Le Frog                                                       | veu                 |
| 2006         | El codi Da Vinci (The Da Vinci Code)                                                                         | Capità Bezu Fache                                             |                     |
| 2006         | Flyboys | Capità Thenault                                               |                     |
| 2006         | The Pink Panther                                                                                             | Gilbert Ponton                                                |                     |
| 2008         | Ca$h | Maxime - Dubreuil                                             |                     |
| 2009         | The Pink Panther 2                                                                                           | Gilbert Ponton                                                |                     |
| 2009         | Le Premier Cercle                                                                                            | Milo Malakian                                                 |                     |
| 2009         | Tot inclòs                                                                                                   | Marcel                                                        |                     |
| 2009         | Blindat | Quinn                                                         |                     |
| 2010         | La Rafle | Dr. Sheinbaum                                                 |                     |
| 2010         | The Philosopher                                                                                              | Baggio                                                        |                     |
| 2010         | L'immortel                                                                                                   | Charly Matteï                                                 | 22 Bullets          |
| 2011         | Zookeeper | Bernie the Gorilla                                            | Veu en francès      |
| 2011         | You Don't Choose Your Family                                                                                 | Doctor Luix                                                   |                     |
| 2011         | Margaret | Ramon                                                         |                     |
| 2012         | Alex Cross                                                                                                   | Giles Mercier                                                 |                     |
| 2012         | Comme un chef                                                                                                | Alexandre Lagarde                                             |                     |
| 2012         | Le Jour des Corneilles                                                                                       | Pare Courge                                                   |                     |
| 2013         | Jo | Joseph "Jo" St-Clair                                          | 8 episodis          |
| 2013         | Days and Nights                                                                                              | Louis                                                         |                     |
| 2014         | Avis de mistral                                                                                              | Paul                                                          |                     |
| 2014         | Hector and the Search for Happiness                                                                          | Dr. Diego Baresco                                             |                     |
| 2014         | Benoît Brisefer: Les Taxis rouges                                                                            | Poilonez                                                      |                     |
| 2015         | The Squad | Serge Buren                                                   |                     |
| 2015         | Brothers of the Wind                                                                                         | Danzer                                                        |                     |
| 2016         | Diré el teu nom                                                                                              | Dr. Mehmet Love                                               |                     |
| 2016         | Els visitants la fan grossa                                                                                  | Comte Godefroy de Montmirail                                  |                     |
| 2016         | The Promise                                                                                                  | Almirall Fournet                                              |                     |
| 2017         | Mes trésors                                                                                                  | Patrick                                                       |                     |
| 2017         | La noia en la boira                                                                                          | Augusto Flores                                                |                     |
| 2017         | The Adventurers                                                                                              | Pierre                                                        |                     |
| 2019         | 4 latas | Jean Pierre                                                   |                     |
| 2019         | Cold Blood                                                                                                   | Henry                                                         |                     |
| 2019         | The Lion King                                                                                                | Mufasa                                                        | Doblatge en francès |
| 2019         | Polina and the Mystery of a Film Studio                                                                      | Holograma de pantalla                                         |                     |
| 2020         | Waiting for Anya                                                                                             | Henri                                                         |                     |
| 2020         | Da 5 Bloods                                                                                                  | Desroche                                                      |                     |
| 2020         | Rogue City                                                                                                   | Ange Leonetti                                                 | Netflix film        |
| 2020         | The Doorman                                                                                                  | Victor Dubois                                                 |                     |
| 2021         | Promises | Avi                                                           |                     |
| 2022         | The Penguin & The Fisherman                                                                                  | Joao                                                          |                     |
| Per anunciar | Lift |                                                               |                     |

### Musicals
- Cats